# Ngữ hệ Iroquois
Ngữ hệ Iroquois là một ngữ hệ bản địa châu Mỹ hiện diện tại Bắc Mỹ. Nhiều ngôn ngữ trong hệ thiếu phụ âm môi, và tất cả chúng đều có tính hỗn nhập.
Hiện nay, mọi ngôn ngữ Iroquois trừ tiếng Cherokee và tiếng Mohawk đều đang bị đe dọa nghiêm trọng, với chỉ một số người nói lớn tuổi còn sót lại.

## Phân loại
Nam Iroquois
Cherokee
Bắc Iroquois
Iroquois Hồ
Five Nations và Susquehannock
Seneca–Onondaga
Seneca–Cayuga
Seneca (bị đe dọa)
Cayuga (bị đe dọa)
Onondaga
Onondaga (bị đe dọa)
Mohawk–Oneida
Oneida (bị đe dọa)
Mohawk
Susquehannock
Susquehannock (†)
Huron
Wyandot (Huron–Petun) (†)
Wenrohronon (†)
Neutral (†)
Erie (†)
Tuscarora–Nottoway
Tuscarora (gần tuyệt chủng)
Nottoway (†)
Không rõ
Laurentia (†)

## Mối quan hệ
Có giả thuyết về việc kết hợp các ngữ hệ Iroquois, Sioux, và Caddo thành hệ Macro-Sioux nhưng điều này vẫn chưa được chứng minh (Mithun 1999:305).